# 京丹後大宮インターチェンジ
京丹後大宮インターチェンジ（きょうたんごおおみやインターチェンジ）は、京都府京丹後市にある山陰近畿自動車道のインターチェンジである。
京丹後市では初の自動車専用道路で、京都府が事業主体となり2005年度から約169億円を使って整備した。当初は2017年3月の開通を目指していたが京都府北部の市町から「11月の蟹シーズンに間に合わせてほしい」という要望があったため、急ピッチで工事を進めていた。インターチェンジ名の由来は、京丹後市内のインターチェンジとして「京丹後」を、また、旧大宮町に位置することから、「大宮」を採用したもの。

## 道路
- E9 山陰近畿自動車道（大宮峰山道路/野田川大宮道路）

## 歴史
- 2016年
  - 3月11日：仮称大宮森本インターチェンジの名称が、「京丹後大宮インターチェンジ」に決定[3]。
  - 10月30日 : 京丹後大宮IC - 与謝天橋立IC間開通に伴い供用開始。

## 隣
E9 山陰近畿自動車道（大宮峰山道路/野田川大宮道路）
大宮峰山IC（事業中） - 京丹後大宮IC - 与謝天橋立IC